# Hans von Blumenthal
Pour les articles homonymes, voir Blumenthal.
Hans August von Blumenthal, depuis 1786 comte von Blumenthal, (né le 12 février 1722 sur Horst in der Prignitz et mort le 7 décembre 1788 à Berlin) est un lieutenant-colonel prussien, commandant du régiment des Gardes du Corps et chevalier de l'ordre Pour le Mérite.

## Biographie

### Origine
Il est membre de la famille noble von Blumenthal dans le Brandebourg. Ses parents sont le ministre d'État Adam Ludwig von Blumenthal (de) (1691-1760) et sa première épouse Sophia Ester, née von Hoym (1697-1733) de la branche de Poblotz.

### Carrière militaire
Blumenthal s'engage en 1737 comme enseigne dans le régiment de dragons "Möllendorf (de)" à Insterbourg. En 1740, il rejoint les Gardes du Corps comme lieutenant. Il continue à gravir les échelons et devient capitaine dès 1742 et commandant du régiment le 20 septembre 1747. Il devient ensuite major et lieutenant-colonel en juin 1755. La même année, le roi Frédéric II lui accorde une allocation de 500 thalers. En 1756, pendant la guerre de Sept Ans, il est si grièvement blessé à la bataille de Lobositz qu'il doit prendre sa retraite.
Il devient ensuite Oberhofmeister du prince Henri de Prusse. Après la mort subite de ce dernier, il fait la navette entre ses domaines et Berlin. Lors de l'hommage de Frédéric-Guillaume II le 2 octobre 1786, il est élevé avec ses descendants au rang de comte. Il est seigneur de Horst, Blumenthal, Paretz, Pretschen, Winmannsdorff et Ziegenhagen.

### Famille
Blumenthal se marie le 15 avril 1761, la comtesse impériale Ulrike Amalie von Wartensleben (1741-1808), fille du général Leopold Alexander von Wartensleben. Le couple a les enfants suivants :
- Ludwig (1762-1763)
- Ulrike (1764–1765)
- Heinrich (1765–1830), maire de Magdebourg marié en 1788 avec Friederike von Plessen (1769–1848)
- Amaline (1768–1825) mariée en 1793 avec Karl von Wulffen (1753–1813), seigneur de Grabow
- Friedrich (1770–1775)
- Wilhelm (1771-1775)
- Johanne (1773–1777)
- Ulrike (1774–1812) mariée en 1792 avec Adolf von Bredow (1763–1852), seigneur d'Ihlow
- Luise (1776-1826), mariée en :
  - 1795 (divorcée en 1807) avec Georg Adam comte von Schlieben (1760–1817)
  - 1808 avec Karl comte von Klinckowström (1780–1844), seigneur de Korklack, fils de Karl Friedrich von Klinckowström (de)
- Isabella (1778–1826) mariée en 1810 avec Friedrich Wilhelm von Lepel (de) (1774–1840), général de division prussien
- Elisabeth (1780–1831) mariée en 1800 avec Hans Jakob baron von Eckhardtstein (mort en 1830), seigneur de Falkenhagen[2]